# Thoracantha
Thoracantha är ett släkte av steklar. Thoracantha ingår i familjen Eucharitidae.
Kladogram enligt Catalogue of Life:
| Thoracantha | \| \| Thoracantha anchura \| \| \| \| \| \| Thoracantha spegazzinii \| \| \| \| \| \| Thoracantha striata \| \| \| \| |
|             | \| \| Thoracantha anchura \| \| \| \| \| \| Thoracantha spegazzinii \| \| \| \| \| \| Thoracantha striata \| \| \| \| |
|             | Thoracantha anchura                                                                                                   |
|             | |
|             | Thoracantha spegazzinii                                                                                               |
|             | |
|             | Thoracantha striata                                                                                                   |
|             | |